# Oak Hill (Florida)
Oak Hill és una població dels Estats Units a l'estat de Florida. Segons el cens del 2000 tenia 1.378 habitants.

## Demografia
Segons el cens del 2000, Oak Hill tenia 1.378 habitants, 549 habitatges, i 410 famílies. La densitat de població era de 83,4 habitants/km².
Dels 549 habitatges en un 25,3% hi vivien nens de menys de 18 anys, en un 60,3% hi vivien parelles casades, en un 8,9% dones solteres, i en un 25,3% no eren unitats familiars. En el 20,6% dels habitatges hi vivien persones soles el 10,2% de les quals corresponia a persones de 65 anys o més que vivien soles. El nombre mitjà de persones vivint en cada habitatge era de 2,51 i el nombre mitjà de persones que vivien en cada família era de 2,84.
Per edats la població es repartia de la següent manera: un 22,1% tenia menys de 18 anys, un 6,9% entre 18 i 24, un 24,6% entre 25 i 44, un 25,4% de 45 a 60 i un 21% 65 anys o més.
L'edat mediana era de 42 anys. Per cada 100 dones de 18 o més anys hi havia 104 homes.
La renda mediana per habitatge era de 32.130 $ i la renda mediana per família de 35.682 $. Els homes tenien una renda mediana de 24.643 $ mentre que les dones 22.917 $. La renda per capita de la població era de 16.158 $. Entorn del 7,8% de les famílies i el 14,4% de la població estaven per davall del llindar de pobresa.

## Poblacions més properes
El següent diagrama mostra les poblacions més properes.